# Navle
Navlen (latin: umbilicus) er et rundt ar på bughulen hos pattedyr, der er særligt tydelig hos mennesket. Navlen er hos de fleste mennesker en fordybning, mens den hos andre er en forhøjning. Den dannes efter fødslen, når navlestrengen, der forbinder fostret med moderkagen, klippes over. Faconen bestemmes af fedtlaget i mavens hud og af mavens grad af udspiling.
I flere kulturer forbindes navlen med kvindens frugtbarhed og hos begge køn generelt med erotik. Navlen er også et af de organer, der anvendes til piercinger. Navlen opfattes som et centrum for individet, hvoraf metaforer som navlepilleri er opstået.